# Stylophora mordax
Espèce
Statut CITES
Stylophora mordax est une espèce de coraux appartenant à la famille des Pocilloporidae. Selon WoRMS, cette espèce n'est pas valide et correspond à Stylophora pistillata Esper, 1797.